# Бразолі
Бразолі — козацько-старшинський, згодом дворянський рід, що походив від грунського сотника (1763– 75) Василя Трохимовича Бразолі (1723 — бл. 1803). Його син — Григорій Васильович Бразоль (1761 — р.с. невід.) — голова Катеринославської палати карного суду, а онук — Євген Григорович (1799—1879) — відомий полтавський громадський діяч, полтавський губернський предводитель дворянства (1844–46), почесний попечитель полтавської гімназії (1845–46), член наглядової ради при Інституті шляхетних дівчат у Полтаві (1845). Значними громадськими діячами були і два старших сини Євгена Григоровича – Григорій Євгенович Б. (1851 – р.с. невід.) — голова Зіньківського с.-г. товариства, охтирський (1885–92) та зіньківський (1892–1908) повітовий предводитель дворянства, почесний попечитель Охтирської чоловічої гімназії та Сергій Євгенович Б. (1851 – р.с. невід.) – зіньківський повітовий (1886–92) та полтавський губернський (1892–1907) предводитель дворянства, член Державної ради (1906) та гофмейстер імператорського двору (1906). Їхній молодший брат — Лев Євгенович Б. (1854—1927) — відомий лікар, доктор медицини (1884), голова Петербурзького товариства лікарів-гомеопатів (від 1890), автор багатьох наукових праць.
Рід Бразолів внесений до родовідних книг Полтавської губернії, Слобідсько-Української губ., Катеринославської губ. Існують й ін. роди Б.